# Heinrich Braun (Informatiker)
Heinrich Braun (* 1959) ist ein deutscher Informatiker und seit 2005 Professor für Informatik an der technischen Fakultät der Dualen Hochschule Baden-Württemberg Karlsruhe (ehemalige Berufsakademie Karlsruhe).

## Leben
Braun studierte Informatik an der Universität Karlsruhe. Nachdem er hier im Jahr 1985 sein Diplom erhalten hatte, widmete er sich seiner Promotion in Informatik über kombinatorische Optimierungsprobleme, die er 1990 abschloss.
Er war danach von 1993 bis 1994 Mitglied der Forschungsgruppe Prerational Intelligence am Zentrum für interdisziplinäre Forschung in Bielefeld.
1996 folgte die Habilitation in Informatik, woraufhin er noch im selben Jahr zu SAP wechselte. Dort wurde Braun gleich im darauf folgenden Jahr, 1997, im Bereich Advanced Planning & Optimization (APO) Projektleiter für die Entwicklung von Optimierungsalgorithmen. Im Januar 2000 avancierte er zum Development Manager für das Thema Optimierungsalgorithmen bei SAP.
Im Jahr 2005 wurde er Professor an der Berufsakademie Karlsruhe (heutige Duale Hochschule Baden-Württemberg Karlsruhe). Dort ist er Studiengangsleiter
und vermittelt unter anderem die Lerneinheiten „Theoretische Informatik“, „Formale Sprachen und Automaten“ und „Evolutionäre Algorithmen“.
Außerdem ist er für die fachliche Beratung für den Master in Informatik zuständig.

## Forschung
Heinrich Braun veröffentlichte während seiner Forschungsarbeit Publikationen in den Bereichen Informatik, Optimierung und neuronale Netze.

## Braun'sche Normalform
Die Chomsky-Normalform ist eine Form der Kontextfreien Grammatik, die für theoretische Analysen häufig verwendet wird, jedoch mit praktischer Anwendung oft kompliziert erscheint. Die Umwandlung einer semantisch verständlichen Grammatik in die Chomsky-Normalform verlangt zahlreiche Änderungen.
Bei der Anwendung der dynamischen Programmierung, insbesondere beim CYK-Algorithmus, sind bestimmte Änderungen notwendig und andere nicht. Insbesondere müssen -Produktionen (X->) und Kettenproduktionen (X-> Y) vermieden werden, um die korrekte Terminierung des CYK-Algorithmus zu gewährleisten.
Ein wesentlicher Faktor für die Zeitkomplexität O(n³) des CYK-Algorithmus ist die Maximierung auf zwei Nichtterminalzeichen auf der rechten Seite der Produktion. Sollte es mehr als zwei Nichtterminalzeichen geben, so wächst die Zeitkomplexität linear um O(n).
In diesem Zusammenhang wird von Braun die sogenannte Braun'sche Normalform vorgeschlagen. Diese erlaubt nur Produktionen der Form X -> w, wobei w entweder zwei Nichtterminalzeichen (X -> xYyZz, mit x,y,z ∈ T*), oder ein Nichtterminalzeichen (X -> xYy, mit x,y ∈ T+), oder keine Nichtterminalzeichen enthält.
Bei der Braun'schen Normalform bleiben Kettenproduktionen und ɛ-Produktionen weiterhin ausgeschlossen. Dies erlaubt eine effizientere Anwendung des CYK-Algorithmus, ohne den Umfang und die Semantik der ursprünglichen Grammatik drastisch zu verändern.